# Tour de la Communauté valencienne 2019
Le Tour de la Communauté valencienne 2019 (officiellement nommé Volta a la Comunitat Valenciana 2019) est la 70e édition de cette course cycliste par étapes masculine. Il a lieu en Espagne du 6 au 10 février 2019. Il se déroule entre Orihuela et Valence sur un parcours de 647 km et fait partie du calendrier UCI Europe Tour 2019 en catégorie 2.1 et de la Coupe d'Espagne.

## Présentation

### Parcours
Le Tour de la Communauté valencienne est tracé sur cinq étapes. Il commence par un contre-la-montre individuel de 10 kilomètres. L'étape-reine a lieu la veille de l'arrivée avec quatre ascensions et une arrivée au sommet au programme.

### Équipes
24 équipes participent à la course - 11 WorldTeams, 11 équipes continentales professionnelles et 2 équipes continentales :
| WorldTeams (11)- Movistar Team - Sky - UAE Team Emirates - Mitchelton-Scott - Katusha-Alpecin - AG2R La Mondiale - Bahrain-Merida - Astana - Team Jumbo-Visma - Dimension Data - CCC Team Équipes continentales professionnelles (11)- Cofidis, Solutions Crédits - Caja Rural-Seguros RGA - Direct Énergie - Israel Cycling Academy - Burgos-BH - Euskadi Basque Country-Murias - Gazprom-RusVelo - Nippo Vini Fantini Faizanè - Rally UHC Cycling - Sport Vlaanderen-Baloise - W52-FC Porto Équipes continentales (2)- Fundación Euskadi - Kometa |
| |

## Étapes
| Étape     | Date    | Villes étapes           | type                        | Distance (km) | Vainqueur d'étape    | Leader du classement général |
| --------- | ------- | ----------------------- | --------------------------- | ------------- | -------------------- | ---------------------------- |
| 1re étape | 6 fév.  | Orihuela – Orihuela     | contre-la-montre individuel | 10,2          | Edvald Boasson Hagen | Edvald Boasson Hagen         |
| 2e étape  | 7 fév.  | Alicante – Alicante     | étape de moyenne montagne   | 166           | Matteo Trentin       | Edvald Boasson Hagen         |
| 3e étape  | 8 fév.  | Quart de Poblet – Chera | étape de moyenne montagne   | 194,3         | Greg Van Avermaet    | Edvald Boasson Hagen         |
| 4e étape  | 9 fév.  | Villarreal – Alcoceber  | étape de montagne           | 188           | Adam Yates           | Ion Izagirre                 |
| 5e étape  | 10 fév. | Paterna – Valence       | étape de plaine             | 88,5          | Dylan Groenewegen    | Ion Izagirre                 |

## Déroulement de la course

### 1reétape
| \| Classement de l'étape \| Classement de l'étape \| Classement de l'étape \| Classement de l'étape \| Classement de l'étape \| \| Coureur \| Coureur \| Pays \| Équipe \| Temps \| \| --------------------- \| --------------------- \| --------------------- \| --------------------- \| --------------------- \| \| 1er \| Edvald Boasson Hagen \| Norvège \| Dimension Data \| 12 min 55 s \| \| 2e \| Ion Izagirre \| Espagne \| Astana \| + 5 s \| \| 3e \| Tony Martin \| Allemagne \| Team Jumbo-Visma \| + 7 s \| \| 4e \| Dylan Teuns \| Belgique \| Bahrain-Merida \| + 8 s \| \| 5e \| Jos van Emden \| Pays-Bas \| Team Jumbo-Visma \| + 10 s \| \| 6e \| Nélson Oliveira \| Portugal \| Movistar Team \| + 11 s \| \| 7e \| Pello Bilbao \| Espagne \| Astana \| + 13 s \| \| 8e \| Alejandro Valverde \| Espagne \| Movistar Team \| + 14 s \| \| 9e \| Jan Tratnik \| Slovénie \| Bahrain-Merida \| + 19 s \| \| 10e \| Dan Martin \| Irlande \| UAE Team Emirates \| + 20 s \| |                      |           |                   |             |
| |                      |           |                   |             |
| Source : ProCyclingStats |                      |           |                   |             |
| Classement de l'étape |                      |           |                   |             |
| Coureur | Coureur              | Pays      | Équipe            | Temps       |
| 1er | Edvald Boasson Hagen | Norvège   | Dimension Data    | 12 min 55 s |
| 2e | Ion Izagirre         | Espagne   | Astana            | + 5 s       |
| 3e | Tony Martin          | Allemagne | Team Jumbo-Visma  | + 7 s       |
| 4e | Dylan Teuns          | Belgique  | Bahrain-Merida    | + 8 s       |
| 5e | Jos van Emden        | Pays-Bas  | Team Jumbo-Visma  | + 10 s      |
| 6e | Nélson Oliveira      | Portugal  | Movistar Team     | + 11 s      |
| 7e | Pello Bilbao         | Espagne   | Astana            | + 13 s      |
| 8e | Alejandro Valverde   | Espagne   | Movistar Team     | + 14 s      |
| 9e | Jan Tratnik          | Slovénie  | Bahrain-Merida    | + 19 s      |
| 10e | Dan Martin           | Irlande   | UAE Team Emirates | + 20 s      |

| \| Classement général \| Classement général \| Classement général \| Classement général \| Classement général \| \| Coureur \| Coureur \| Pays \| Équipe \| Temps \| \| ------------------ \| -------------------- \| ------------------ \| ------------------ \| ------------------ \| \| 1er \| Edvald Boasson Hagen \| Norvège \| Dimension Data \| 12 min 55 s \| \| 2e \| Ion Izagirre \| Espagne \| Astana \| + 5 s \| \| 3e \| Tony Martin \| Allemagne \| Team Jumbo-Visma \| + 7 s \| \| 4e \| Dylan Teuns \| Belgique \| Bahrain-Merida \| + 8 s \| \| 5e \| Jos van Emden \| Pays-Bas \| Team Jumbo-Visma \| + 10 s \| \| 6e \| Nélson Oliveira \| Portugal \| Movistar Team \| + 11 s \| \| 7e \| Pello Bilbao \| Espagne \| Astana \| + 13 s \| \| 8e \| Alejandro Valverde \| Espagne \| Movistar Team \| + 14 s \| \| 9e \| Jan Tratnik \| Slovénie \| Bahrain-Merida \| + 19 s \| \| 10e \| Dan Martin \| Irlande \| UAE Team Emirates \| + 20 s \| |                      |           |                   |             |
| |                      |           |                   |             |
| Source : ProCyclingStats |                      |           |                   |             |
| Classement général |                      |           |                   |             |
| Coureur | Coureur              | Pays      | Équipe            | Temps       |
| 1er | Edvald Boasson Hagen | Norvège   | Dimension Data    | 12 min 55 s |
| 2e | Ion Izagirre         | Espagne   | Astana            | + 5 s       |
| 3e | Tony Martin          | Allemagne | Team Jumbo-Visma  | + 7 s       |
| 4e | Dylan Teuns          | Belgique  | Bahrain-Merida    | + 8 s       |
| 5e | Jos van Emden        | Pays-Bas  | Team Jumbo-Visma  | + 10 s      |
| 6e | Nélson Oliveira      | Portugal  | Movistar Team     | + 11 s      |
| 7e | Pello Bilbao         | Espagne   | Astana            | + 13 s      |
| 8e | Alejandro Valverde   | Espagne   | Movistar Team     | + 14 s      |
| 9e | Jan Tratnik          | Slovénie  | Bahrain-Merida    | + 19 s      |
| 10e | Dan Martin           | Irlande   | UAE Team Emirates | + 20 s      |

### 2eétape
| \| Classement de l'étape \| Classement de l'étape \| Classement de l'étape \| Classement de l'étape \| Classement de l'étape \| \| Coureur \| Coureur \| Pays \| Équipe \| Temps \| \| --------------------- \| --------------------- \| --------------------- \| ----------------------------- \| --------------------- \| \| 1er \| Matteo Trentin \| Italie \| Mitchelton-Scott \| 4 h 10 min 12 s \| \| 2e \| Nacer Bouhanni \| France \| Cofidis, Solutions Crédits \| + 0 s \| \| 3e \| Ben Swift \| Royaume-Uni \| Team Sky \| + 0 s \| \| 4e \| Sonny Colbrelli \| Italie \| Bahrain-Merida \| + 0 s \| \| 5e \| Alexander Kristoff \| Norvège \| UAE Team Emirates \| + 0 s \| \| 6e \| Edvald Boasson Hagen \| Norvège \| Dimension Data \| + 0 s \| \| 7e \| Thomas Boudat \| France \| Direct Énergie \| + 0 s \| \| 8e \| Sondre Holst Enger \| Norvège \| Israel Cycling Academy \| + 0 s \| \| 9e \| Enrique Sanz \| Espagne \| Euskadi Basque Country-Murias \| + 0 s \| \| 10e \| Christopher Lawless \| Royaume-Uni \| Team Sky \| + 0 s \| |                      |             |                               |                 |
| |                      |             |                               |                 |
| Source : ProCyclingStats |                      |             |                               |                 |
| Classement de l'étape |                      |             |                               |                 |
| Coureur | Coureur              | Pays        | Équipe                        | Temps           |
| 1er | Matteo Trentin       | Italie      | Mitchelton-Scott              | 4 h 10 min 12 s |
| 2e | Nacer Bouhanni       | France      | Cofidis, Solutions Crédits    | + 0 s           |
| 3e | Ben Swift            | Royaume-Uni | Team Sky                      | + 0 s           |
| 4e | Sonny Colbrelli      | Italie      | Bahrain-Merida                | + 0 s           |
| 5e | Alexander Kristoff   | Norvège     | UAE Team Emirates             | + 0 s           |
| 6e | Edvald Boasson Hagen | Norvège     | Dimension Data                | + 0 s           |
| 7e | Thomas Boudat        | France      | Direct Énergie                | + 0 s           |
| 8e | Sondre Holst Enger   | Norvège     | Israel Cycling Academy        | + 0 s           |
| 9e | Enrique Sanz         | Espagne     | Euskadi Basque Country-Murias | + 0 s           |
| 10e | Christopher Lawless  | Royaume-Uni | Team Sky                      | + 0 s           |

| \| Classement général \| Classement général \| Classement général \| Classement général \| Classement général \| \| Coureur \| Coureur \| Pays \| Équipe \| Temps \| \| ------------------ \| -------------------- \| ------------------ \| ------------------ \| ------------------ \| \| 1er \| Edvald Boasson Hagen \| Norvège \| Dimension Data \| 4 h 23 min 07 s \| \| 2e \| Ion Izagirre \| Espagne \| Astana \| + 5 s \| \| 3e \| Tony Martin \| Allemagne \| Team Jumbo-Visma \| + 7 s \| \| 4e \| Dylan Teuns \| Belgique \| Bahrain-Merida \| + 8 s \| \| 5e \| Jos van Emden \| Pays-Bas \| Team Jumbo-Visma \| + 11 s \| \| 6e \| Pello Bilbao \| Espagne \| Astana \| + 12 s \| \| 7e \| Alejandro Valverde \| Espagne \| Movistar Team \| + 14 s \| \| 8e \| Jan Tratnik \| Slovénie \| Bahrain-Merida \| + 18 s \| \| 9e \| Dan Martin \| Irlande \| UAE Team Emirates \| + 19 s \| \| 10e \| Diego Rosa \| Italie \| Team Sky \| + 20 s \| |                      |           |                   |                 |
| |                      |           |                   |                 |
| Source : ProCyclingStats |                      |           |                   |                 |
| Classement général |                      |           |                   |                 |
| Coureur | Coureur              | Pays      | Équipe            | Temps           |
| 1er | Edvald Boasson Hagen | Norvège   | Dimension Data    | 4 h 23 min 07 s |
| 2e | Ion Izagirre         | Espagne   | Astana            | + 5 s           |
| 3e | Tony Martin          | Allemagne | Team Jumbo-Visma  | + 7 s           |
| 4e | Dylan Teuns          | Belgique  | Bahrain-Merida    | + 8 s           |
| 5e | Jos van Emden        | Pays-Bas  | Team Jumbo-Visma  | + 11 s          |
| 6e | Pello Bilbao         | Espagne   | Astana            | + 12 s          |
| 7e | Alejandro Valverde   | Espagne   | Movistar Team     | + 14 s          |
| 8e | Jan Tratnik          | Slovénie  | Bahrain-Merida    | + 18 s          |
| 9e | Dan Martin           | Irlande   | UAE Team Emirates | + 19 s          |
| 10e | Diego Rosa           | Italie    | Team Sky          | + 20 s          |

### 3eétape
| \| Classement de l'étape \| Classement de l'étape \| Classement de l'étape \| Classement de l'étape \| Classement de l'étape \| \| Coureur \| Coureur \| Pays \| Équipe \| Temps \| \| --------------------- \| --------------------- \| --------------------- \| -------------------------- \| --------------------- \| \| 1er \| Greg Van Avermaet \| Belgique \| CCC Team \| 5 h 00 min 16 s \| \| 2e \| Matteo Trentin \| Italie \| Mitchelton-Scott \| + 0 s \| \| 3e \| Luis León Sánchez \| Espagne \| Astana \| + 0 s \| \| 4e \| Alejandro Valverde \| Espagne \| Movistar Team \| + 0 s \| \| 5e \| Mike Teunissen \| Pays-Bas \| Team Jumbo-Visma \| + 0 s \| \| 6e \| Sergio Higuita \| Colombie \| Fundación Euskadi \| + 0 s \| \| 7e \| Ben Swift \| Royaume-Uni \| Team Sky \| + 0 s \| \| 8e \| Sonny Colbrelli \| Italie \| Bahrain-Merida \| + 0 s \| \| 9e \| Ion Izagirre \| Espagne \| Astana \| + 0 s \| \| 10e \| Marco Canola \| Italie \| Nippo-Vini Fantini-Faizanè \| + 0 s \| |                    |             |                            |                 |
| |                    |             |                            |                 |
| Source : ProCyclingStats |                    |             |                            |                 |
| Classement de l'étape |                    |             |                            |                 |
| Coureur | Coureur            | Pays        | Équipe                     | Temps           |
| 1er | Greg Van Avermaet  | Belgique    | CCC Team                   | 5 h 00 min 16 s |
| 2e | Matteo Trentin     | Italie      | Mitchelton-Scott           | + 0 s           |
| 3e | Luis León Sánchez  | Espagne     | Astana                     | + 0 s           |
| 4e | Alejandro Valverde | Espagne     | Movistar Team              | + 0 s           |
| 5e | Mike Teunissen     | Pays-Bas    | Team Jumbo-Visma           | + 0 s           |
| 6e | Sergio Higuita     | Colombie    | Fundación Euskadi          | + 0 s           |
| 7e | Ben Swift          | Royaume-Uni | Team Sky                   | + 0 s           |
| 8e | Sonny Colbrelli    | Italie      | Bahrain-Merida             | + 0 s           |
| 9e | Ion Izagirre       | Espagne     | Astana                     | + 0 s           |
| 10e | Marco Canola       | Italie      | Nippo-Vini Fantini-Faizanè | + 0 s           |

| \| Classement général \| Classement général \| Classement général \| Classement général \| Classement général \| \| Coureur \| Coureur \| Pays \| Équipe \| Temps \| \| ------------------ \| -------------------- \| ------------------ \| -------------------------- \| ------------------ \| \| 1er \| Edvald Boasson Hagen \| Norvège \| Dimension Data \| 9 h 23 min 23 s \| \| 2e \| Ion Izagirre \| Espagne \| Astana \| + 5 s \| \| 3e \| Dylan Teuns \| Belgique \| Bahrain-Merida \| + 8 s \| \| 4e \| Nélson Oliveira \| Portugal \| Movistar Team \| + 11 s \| \| 5e \| Pello Bilbao \| Espagne \| Astana \| + 12 s \| \| 6e \| Alejandro Valverde \| Espagne \| Movistar Team \| + 14 s \| \| 7e \| Dan Martin \| Irlande \| UAE Team Emirates \| + 19 s \| \| 8e \| Diego Rosa \| Italie \| Team Sky \| + 20 s \| \| 9e \| Jack Haig \| Australie \| Mitchelton-Scott \| + 23 s \| \| 10e \| Jesús Herrada \| Espagne \| Cofidis, Solutions Crédits \| + 24 s \| |                      |           |                            |                 |
| |                      |           |                            |                 |
| Source : ProCyclingStats |                      |           |                            |                 |
| Classement général |                      |           |                            |                 |
| Coureur | Coureur              | Pays      | Équipe                     | Temps           |
| 1er | Edvald Boasson Hagen | Norvège   | Dimension Data             | 9 h 23 min 23 s |
| 2e | Ion Izagirre         | Espagne   | Astana                     | + 5 s           |
| 3e | Dylan Teuns          | Belgique  | Bahrain-Merida             | + 8 s           |
| 4e | Nélson Oliveira      | Portugal  | Movistar Team              | + 11 s          |
| 5e | Pello Bilbao         | Espagne   | Astana                     | + 12 s          |
| 6e | Alejandro Valverde   | Espagne   | Movistar Team              | + 14 s          |
| 7e | Dan Martin           | Irlande   | UAE Team Emirates          | + 19 s          |
| 8e | Diego Rosa           | Italie    | Team Sky                   | + 20 s          |
| 9e | Jack Haig            | Australie | Mitchelton-Scott           | + 23 s          |
| 10e | Jesús Herrada        | Espagne   | Cofidis, Solutions Crédits | + 24 s          |

### 4eétape
| \| Classement de l'étape \| Classement de l'étape \| Classement de l'étape \| Classement de l'étape \| Classement de l'étape \| \| Coureur \| Coureur \| Pays \| Équipe \| Temps \| \| --------------------- \| --------------------- \| --------------------- \| -------------------------- \| --------------------- \| \| 1er \| Adam Yates \| Royaume-Uni \| Mitchelton-Scott \| 4 h 54 min 57 s \| \| 2e \| Alejandro Valverde \| Espagne \| Movistar Team \| + 0 s \| \| 3e \| Pello Bilbao \| Espagne \| Astana \| + 2 s \| \| 4e \| Ion Izagirre \| Espagne \| Astana \| + 2 s \| \| 5e \| Dan Martin \| Irlande \| UAE Team Emirates \| + 4 s \| \| 6e \| Sergio Higuita \| Colombie \| Fundación Euskadi \| + 5 s \| \| 7e \| Jesús Herrada \| Espagne \| Cofidis, Solutions Crédits \| + 12 s \| \| 8e \| Dylan Teuns \| Belgique \| Bahrain-Merida \| + 17 s \| \| 9e \| Jack Haig \| Australie \| Mitchelton-Scott \| + 17 s \| \| 10e \| Ben Hermans \| Belgique \| Israel Cycling Academy \| + 25 s \| |                    |             |                            |                 |
| |                    |             |                            |                 |
| Source : ProCyclingStats |                    |             |                            |                 |
| Classement de l'étape |                    |             |                            |                 |
| Coureur | Coureur            | Pays        | Équipe                     | Temps           |
| 1er | Adam Yates         | Royaume-Uni | Mitchelton-Scott           | 4 h 54 min 57 s |
| 2e | Alejandro Valverde | Espagne     | Movistar Team              | + 0 s           |
| 3e | Pello Bilbao       | Espagne     | Astana                     | + 2 s           |
| 4e | Ion Izagirre       | Espagne     | Astana                     | + 2 s           |
| 5e | Dan Martin         | Irlande     | UAE Team Emirates          | + 4 s           |
| 6e | Sergio Higuita     | Colombie    | Fundación Euskadi          | + 5 s           |
| 7e | Jesús Herrada      | Espagne     | Cofidis, Solutions Crédits | + 12 s          |
| 8e | Dylan Teuns        | Belgique    | Bahrain-Merida             | + 17 s          |
| 9e | Jack Haig          | Australie   | Mitchelton-Scott           | + 17 s          |
| 10e | Ben Hermans        | Belgique    | Israel Cycling Academy     | + 25 s          |

| \| Classement général \| Classement général \| Classement général \| Classement général \| Classement général \| \| Coureur \| Coureur \| Pays \| Équipe \| Temps \| \| ------------------ \| -------------------- \| ------------------ \| -------------------------- \| ------------------ \| \| 1er \| Ion Izagirre \| Espagne \| Astana \| 14 h 18 min 27 s \| \| 2e \| Alejandro Valverde \| Espagne \| Movistar Team \| + 7 s \| \| 3e \| Pello Bilbao \| Espagne \| Astana \| + 7 s \| \| 4e \| Dan Martin \| Irlande \| UAE Team Emirates \| + 16 s \| \| 5e \| Dylan Teuns \| Belgique \| Bahrain-Merida \| + 18 s \| \| 6e \| Jesús Herrada \| Espagne \| Cofidis, Solutions Crédits \| + 29 s \| \| 7e \| Jack Haig \| Australie \| Mitchelton-Scott \| + 33 s \| \| 8e \| Adam Yates \| Royaume-Uni \| Mitchelton-Scott \| + 34 s \| \| 9e \| Edvald Boasson Hagen \| Norvège \| Dimension Data \| + 46 s \| \| 10e \| Rui Costa \| Portugal \| UAE Team Emirates \| + 48 s \| |                      |             |                            |                  |
| |                      |             |                            |                  |
| Source : ProCyclingStats |                      |             |                            |                  |
| Classement général |                      |             |                            |                  |
| Coureur | Coureur              | Pays        | Équipe                     | Temps            |
| 1er | Ion Izagirre         | Espagne     | Astana                     | 14 h 18 min 27 s |
| 2e | Alejandro Valverde   | Espagne     | Movistar Team              | + 7 s            |
| 3e | Pello Bilbao         | Espagne     | Astana                     | + 7 s            |
| 4e | Dan Martin           | Irlande     | UAE Team Emirates          | + 16 s           |
| 5e | Dylan Teuns          | Belgique    | Bahrain-Merida             | + 18 s           |
| 6e | Jesús Herrada        | Espagne     | Cofidis, Solutions Crédits | + 29 s           |
| 7e | Jack Haig            | Australie   | Mitchelton-Scott           | + 33 s           |
| 8e | Adam Yates           | Royaume-Uni | Mitchelton-Scott           | + 34 s           |
| 9e | Edvald Boasson Hagen | Norvège     | Dimension Data             | + 46 s           |
| 10e | Rui Costa            | Portugal    | UAE Team Emirates          | + 48 s           |

### 5eétape
| \| Classement de l'étape \| Classement de l'étape \| Classement de l'étape \| Classement de l'étape \| Classement de l'étape \| \| Coureur \| Coureur \| Pays \| Équipe \| Temps \| \| --------------------- \| --------------------- \| --------------------- \| -------------------------- \| --------------------- \| \| 1er \| Dylan Groenewegen \| Pays-Bas \| Team Jumbo-Visma \| 1 h 50 min 17 s \| \| 2e \| Alexander Kristoff \| Norvège \| UAE Team Emirates \| + 0 s \| \| 3e \| Matteo Trentin \| Italie \| Mitchelton-Scott \| + 0 s \| \| 4e \| Luka Mezgec \| Slovénie \| Mitchelton-Scott \| + 0 s \| \| 5e \| Nacer Bouhanni \| France \| Cofidis, Solutions Crédits \| + 0 s \| \| 6e \| Michele Gazzoli \| Italie \| Kometa \| + 0 s \| \| 7e \| Sondre Holst Enger \| Norvège \| Israel Cycling Academy \| + 0 s \| \| 8e \| Sonny Colbrelli \| Italie \| Bahrain-Merida \| + 0 s \| \| 9e \| Edvald Boasson Hagen \| Norvège \| Dimension Data \| + 0 s \| \| 10e \| Giovanni Lonardi \| Italie \| Nippo-Vini Fantini-Faizanè \| + 0 s \| |                      |          |                            |                 |
| |                      |          |                            |                 |
| Source : ProCyclingStats |                      |          |                            |                 |
| Classement de l'étape |                      |          |                            |                 |
| Coureur | Coureur              | Pays     | Équipe                     | Temps           |
| 1er | Dylan Groenewegen    | Pays-Bas | Team Jumbo-Visma           | 1 h 50 min 17 s |
| 2e | Alexander Kristoff   | Norvège  | UAE Team Emirates          | + 0 s           |
| 3e | Matteo Trentin       | Italie   | Mitchelton-Scott           | + 0 s           |
| 4e | Luka Mezgec          | Slovénie | Mitchelton-Scott           | + 0 s           |
| 5e | Nacer Bouhanni       | France   | Cofidis, Solutions Crédits | + 0 s           |
| 6e | Michele Gazzoli      | Italie   | Kometa                     | + 0 s           |
| 7e | Sondre Holst Enger   | Norvège  | Israel Cycling Academy     | + 0 s           |
| 8e | Sonny Colbrelli      | Italie   | Bahrain-Merida             | + 0 s           |
| 9e | Edvald Boasson Hagen | Norvège  | Dimension Data             | + 0 s           |
| 10e | Giovanni Lonardi     | Italie   | Nippo-Vini Fantini-Faizanè | + 0 s           |

## Classements finals

### Classement général
| \| Classement général \| Classement général \| Classement général \| Classement général \| Classement général \| \| Coureur \| Coureur \| Pays \| Équipe \| Temps \| \| ------------------ \| -------------------- \| ------------------ \| -------------------------- \| ------------------ \| \| 1er \| Ion Izagirre \| Espagne \| Astana \| 16 h 08 min 44 s \| \| 2e \| Alejandro Valverde \| Espagne \| Movistar Team \| + 7 s \| \| 3e \| Pello Bilbao \| Espagne \| Astana \| + 7 s \| \| 4e \| Dan Martin \| Irlande \| UAE Team Emirates \| + 16 s \| \| 5e \| Dylan Teuns \| Belgique \| Bahrain-Merida \| + 18 s \| \| 6e \| Jesús Herrada \| Espagne \| Cofidis, Solutions Crédits \| + 29 s \| \| 7e \| Jack Haig \| Australie \| Mitchelton-Scott \| + 33 s \| \| 8e \| Adam Yates \| Royaume-Uni \| Mitchelton-Scott \| + 34 s \| \| 9e \| Edvald Boasson Hagen \| Norvège \| Dimension Data \| + 46 s \| \| 10e \| Rui Costa \| Portugal \| UAE Team Emirates \| + 48 s \| \| 11e \| Diego Rosa \| Italie \| Team Sky \| + 57 s \| \| 12e \| Nélson Oliveira \| Portugal \| Movistar Team \| + 59 s \| \| 13e \| Sergio Higuita \| Colombie \| Fundación Euskadi \| + 1 min 06 s \| \| 14e \| Ben Hermans \| Belgique \| Israel Cycling Academy \| + 1 min 14 s \| \| 15e \| David de la Cruz \| Espagne \| Team Sky \| + 1 min 15 s \| |                      |             |                            |                  |
| |                      |             |                            |                  |
| Sources : ProCyclingStats Cycling Archives |                      |             |                            |                  |
| Classement général |                      |             |                            |                  |
| Coureur | Coureur              | Pays        | Équipe                     | Temps            |
| 1er | Ion Izagirre         | Espagne     | Astana                     | 16 h 08 min 44 s |
| 2e | Alejandro Valverde   | Espagne     | Movistar Team              | + 7 s            |
| 3e | Pello Bilbao         | Espagne     | Astana                     | + 7 s            |
| 4e | Dan Martin           | Irlande     | UAE Team Emirates          | + 16 s           |
| 5e | Dylan Teuns          | Belgique    | Bahrain-Merida             | + 18 s           |
| 6e | Jesús Herrada        | Espagne     | Cofidis, Solutions Crédits | + 29 s           |
| 7e | Jack Haig            | Australie   | Mitchelton-Scott           | + 33 s           |
| 8e | Adam Yates           | Royaume-Uni | Mitchelton-Scott           | + 34 s           |
| 9e | Edvald Boasson Hagen | Norvège     | Dimension Data             | + 46 s           |
| 10e | Rui Costa            | Portugal    | UAE Team Emirates          | + 48 s           |
| 11e | Diego Rosa           | Italie      | Team Sky                   | + 57 s           |
| 12e | Nélson Oliveira      | Portugal    | Movistar Team              | + 59 s           |
| 13e | Sergio Higuita       | Colombie    | Fundación Euskadi          | + 1 min 06 s     |
| 14e | Ben Hermans          | Belgique    | Israel Cycling Academy     | + 1 min 14 s     |
| 15e | David de la Cruz     | Espagne     | Team Sky                   | + 1 min 15 s     |

### Classements annexes
| Classement de la montagne | Classement de la montagne | Classement de la montagne | Classement de la montagne     | Classement de la montagne |
| Coureur                   | Coureur                   | Pays                      | Équipe                        | Points                    |
| ------------------------- | ------------------------- | ------------------------- | ----------------------------- | ------------------------- |
| 1er                       | Diego Rubio               | Espagne                   | Burgos-BH                     | 41 pts                    |
| 2e                        | Silvan Dillier            | Suisse                    | AG2R La Mondiale              | 18 pts                    |
| 3e                        | Preben Van Hecke          | Belgique                  | Sport Vlaanderen-Baloise      | 18 pts                    |
| 4e                        | João Rodrigues            | Portugal                  | W52-FC Porto                  | 12 pts                    |
| 5e                        | Adam Yates                | Royaume-Uni               | Mitchelton-Scott              | 6 pts                     |
| 6e                        | Mikel Iturria             | Espagne                   | Euskadi Basque Country-Murias | 6 pts                     |
| 7e                        | Alejandro Valverde        | Espagne                   | Movistar Team                 | 4 pts                     |
| 8e                        | Joan Bou                  | Espagne                   | Nippo-Vini Fantini-Faizanè    | 4 pts                     |
| 9e                        | Nélson Oliveira           | Portugal                  | Movistar Team                 | 3 pts                     |
| 10e                       | Luis León Sánchez         | Espagne                   | Astana                        | 3 pts                     |

| Classement de la montagne | Classement de la montagne | Classement de la montagne | Classement de la montagne     | Classement de la montagne |
| Coureur                   | Coureur                   | Pays                      | Équipe                        | Points                    |
| ------------------------- | ------------------------- | ------------------------- | ----------------------------- | ------------------------- |
| 1er                       | Diego Rubio               | Espagne                   | Burgos-BH                     | 41 pts                    |
| 2e                        | Silvan Dillier            | Suisse                    | AG2R La Mondiale              | 18 pts                    |
| 3e                        | Preben Van Hecke          | Belgique                  | Sport Vlaanderen-Baloise      | 18 pts                    |
| 4e                        | João Rodrigues            | Portugal                  | W52-FC Porto                  | 12 pts                    |
| 5e                        | Adam Yates                | Royaume-Uni               | Mitchelton-Scott              | 6 pts                     |
| 6e                        | Mikel Iturria             | Espagne                   | Euskadi Basque Country-Murias | 6 pts                     |
| 7e                        | Alejandro Valverde        | Espagne                   | Movistar Team                 | 4 pts                     |
| 8e                        | Joan Bou                  | Espagne                   | Nippo-Vini Fantini-Faizanè    | 4 pts                     |
| 9e                        | Nélson Oliveira           | Portugal                  | Movistar Team                 | 3 pts                     |
| 10e                       | Luis León Sánchez         | Espagne                   | Astana                        | 3 pts                     |

| Classement du combiné | Classement du combiné | Classement du combiné | Classement du combiné | Classement du combiné |
| Coureur               | Coureur               | Pays                  | Équipe                | Points                |
| --------------------- | --------------------- | --------------------- | --------------------- | --------------------- |

| Classement du combiné | Classement du combiné | Classement du combiné | Classement du combiné | Classement du combiné |
| Coureur               | Coureur               | Pays                  | Équipe                | Points                |
| --------------------- | --------------------- | --------------------- | --------------------- | --------------------- |

| Classement du meilleur jeune | Classement du meilleur jeune | Classement du meilleur jeune | Classement du meilleur jeune  | Classement du meilleur jeune |
| Coureur                      | Coureur                      | Pays                         | Équipe                        | Temps                        |
| ---------------------------- | ---------------------------- | ---------------------------- | ----------------------------- | ---------------------------- |
| 1er                          | Sergio Higuita               | Colombie                     | Fundación Euskadi             | 16 h 09 min 49 s             |
| 2e                           | Aleksandr Vlasov             | Russie                       | Gazprom-RusVelo               | + 11 s                       |
| 3e                           | Steff Cras                   | Belgique                     | Katusha-Alpecin               | + 39 s                       |
| 4e                           | Juan Pedro López             | Espagne                      | Kometa                        | + 1 min 20 s                 |
| 5e                           | Matej Mohorič                | Slovénie                     | Bahrain-Merida                | + 2 min 00 s                 |
| 6e                           | Kevin Deltombe               | Belgique                     | Sport Vlaanderen-Baloise      | + 2 min 10 s                 |
| 7e                           | Nicola Bagioli               | Italie                       | Nippo-Vini Fantini-Faizanè    | + 2 min 17 s                 |
| 8e                           | Gonzalo Serrano              | Espagne                      | Caja Rural-Seguros RGA        | + 2 min 36 s                 |
| 9e                           | Iván García Cortina          | Espagne                      | Bahrain-Merida                | + 2 min 50 s                 |
| 10e                          | Sergio Samitier              | Espagne                      | Euskadi Basque Country-Murias | + 2 min 55 s                 |

| Classement du meilleur jeune | Classement du meilleur jeune | Classement du meilleur jeune | Classement du meilleur jeune  | Classement du meilleur jeune |
| Coureur                      | Coureur                      | Pays                         | Équipe                        | Temps                        |
| ---------------------------- | ---------------------------- | ---------------------------- | ----------------------------- | ---------------------------- |
| 1er                          | Sergio Higuita               | Colombie                     | Fundación Euskadi             | 16 h 09 min 49 s             |
| 2e                           | Aleksandr Vlasov             | Russie                       | Gazprom-RusVelo               | + 11 s                       |
| 3e                           | Steff Cras                   | Belgique                     | Katusha-Alpecin               | + 39 s                       |
| 4e                           | Juan Pedro López             | Espagne                      | Kometa                        | + 1 min 20 s                 |
| 5e                           | Matej Mohorič                | Slovénie                     | Bahrain-Merida                | + 2 min 00 s                 |
| 6e                           | Kevin Deltombe               | Belgique                     | Sport Vlaanderen-Baloise      | + 2 min 10 s                 |
| 7e                           | Nicola Bagioli               | Italie                       | Nippo-Vini Fantini-Faizanè    | + 2 min 17 s                 |
| 8e                           | Gonzalo Serrano              | Espagne                      | Caja Rural-Seguros RGA        | + 2 min 36 s                 |
| 9e                           | Iván García Cortina          | Espagne                      | Bahrain-Merida                | + 2 min 50 s                 |
| 10e                          | Sergio Samitier              | Espagne                      | Euskadi Basque Country-Murias | + 2 min 55 s                 |

| Classement par équipes | Classement par équipes     | Classement par équipes | Classement par équipes |
| Équipe                 | Équipe                     | Pays                   | Temps                  |
| ---------------------- | -------------------------- | ---------------------- | ---------------------- |
| 1re                    | Astana                     | Kazakhstan             | 48 h 27 min 22 s       |
| 2e                     | Sky                        | Royaume-Uni            | + 2 min 25 s           |
| 3e                     | Mitchelton-Scott           | Australie              | + 3 min 33 s           |
| 4e                     | Bahrain-Merida             | Bahreïn                | + 3 min 51 s           |
| 5e                     | CCC Team                   | Pologne                | + 3 min 52 s           |
| 6e                     | Movistar Team              | Espagne                | + 5 min 25 s           |
| 7e                     | Cofidis, Solutions Crédits | France                 | + 6 min 28 s           |
| 8e                     | Dimension Data             | Afrique du Sud         | + 7 min 32 s           |
| 9e                     | Fundación Euskadi          | Espagne                | + 7 min 34 s           |
| 10e                    | Nippo Vini Fantini Faizanè | Italie                 | + 8 min 18 s           |

| Classement par équipes | Classement par équipes     | Classement par équipes | Classement par équipes |
| Équipe                 | Équipe                     | Pays                   | Temps                  |
| ---------------------- | -------------------------- | ---------------------- | ---------------------- |
| 1re                    | Astana                     | Kazakhstan             | 48 h 27 min 22 s       |
| 2e                     | Sky                        | Royaume-Uni            | + 2 min 25 s           |
| 3e                     | Mitchelton-Scott           | Australie              | + 3 min 33 s           |
| 4e                     | Bahrain-Merida             | Bahreïn                | + 3 min 51 s           |
| 5e                     | CCC Team                   | Pologne                | + 3 min 52 s           |
| 6e                     | Movistar Team              | Espagne                | + 5 min 25 s           |
| 7e                     | Cofidis, Solutions Crédits | France                 | + 6 min 28 s           |
| 8e                     | Dimension Data             | Afrique du Sud         | + 7 min 32 s           |
| 9e                     | Fundación Euskadi          | Espagne                | + 7 min 34 s           |
| 10e                    | Nippo Vini Fantini Faizanè | Italie                 | + 8 min 18 s           |

## Classements UCI
La course attribue le même nombre de points pour l'UCI Europe Tour 2019 et le Classement mondial UCI (pour tous les coureurs), avec le barème suivant :
| Position           | 1er | 2e | 3e | 4e | 5e | 6e | 7e | 8e | 9e | 10e | 11e | 12e | 13e à 15e | 16e à 25e |
| Classement général | 125 | 85 | 70 | 60 | 50 | 40 | 35 | 30 | 25 | 20  | 15  | 10  | 5         | 3         |
| Par étapes         | 14  | 5  | 3  |    |    |    |    |    |    |     |     |     |           |           |
| Leader             | 3   |    |    |    |    |    |    |    |    |     |     |     |           |           |

## Évolution des classements
| Étape              | Vainqueur            | Classement général    | Classement de la montagne | Classement du combiné | Classement des jeunes | Classement par équipes |
| ------------------ | -------------------- | --------------------- | ------------------------- | --------------------- | --------------------- | ---------------------- |
| 1                  | Edvald Boasson Hagen | Edvald Boasson Hagen  | non-attribué              | Edvald Boasson Hagen  | Harry Tanfield        | Astana Pro Team        |
| 2                  | Matteo Trentin       | Edvald Boasson Hagen  | Diego Rubio Hernández     | Edvald Boasson Hagen  | Mads Würtz Schmidt    | Astana Pro Team        |
| 3                  | Greg Van Avermaet    | Edvald Boasson Hagen  | Diego Rubio Hernández     | Edvald Boasson Hagen  | Ivan Garcia           | Astana Pro Team        |
| 4                  | Adam Yates           | Ion Izagirre Insausti | Diego Rubio Hernández     | Alejandro Valverde    | Sergio Higuita        | Astana Pro Team        |
| 5                  | Dylan Groenewegen    | Ion Izagirre Insausti | Diego Rubio Hernández     | Alejandro Valverde    | Sergio Higuita        | Astana Pro Team        |
| Classements finals | Classements finals   | Ion Izagirre Insausti | Diego Rubio Hernández     | Alejandro Valverde    | Sergio Higuita        | Astana Pro Team        |